# Phaedyma guimarensis
Phaedyma guimarensis är en fjärilsart som beskrevs av Hans Fruhstorfer 1913. Phaedyma guimarensis ingår i släktet Phaedyma och familjen praktfjärilar. Inga underarter finns listade i Catalogue of Life.